# Rubén Tejada
Rubén Darío Tejada (ur. 27 października 1989) – panamski baseballista występujący na pozycji łącznika w Baltimore Orioles.

## Przebieg kariery
Tejada podpisał kontrakt jako wolny agent z organizacją New York Mets w 2006. Do 2010 grał w klubach farmerskich Mets, w VSL Mets (Rookie), GCL Mets (Rookie), St. Lucie Mets (Class-A Advanced), Binghamton Mets (Double-A) i Buffalo Bisons (Triple-A).
W Major League Baseball zadebiutował 7 kwietnia 2010 w meczu przeciwko Florida Marlins jako pinch hitter i drugobazowy. Dwa dni później w meczu z Washington Nationals zaliczył pierwsze uderzenie (single) w MLB. Pierwszego home runa zdobył 5 września 2010 w wygranym przez Mets 18–5 spotkaniu z Chicago Cubs. Początkowo grał na drugiej bazie, jednak po odejściu José Reyesa do Toronto Blue Jays, przed rozpoczęciem sezonu 2012 został przesunięty na pozycję łącznika.
W 2009 był w składzie reprezentacji Panamy na turnieju World Baseball Classic. Zagrał również w czterech meczach rundy kwalifikacyjnej do turnieju World Baseball Classic 2013, do którego Panama nie zakwalifikowała się.
2 września 2015 w wygranym przez Mets 9–4 meczu przeciwko Philadelphia Phillies zdobył inside-the-park home runa.
W marcu 2016 został zawodnikiem St. Louis Cardinals, jednak po rozegraniu 23 meczów, w których uzyskał średnią 0,176 został zwolniony z kontraktu. 17 czerwca 2016 podpisał kontrakt jako wolny agent z San Francisco Giants.
W lutym 2017 podpisał niegwarantowany kontrakt z New York Yankees, jednak w czerwcu został oddany do Baltimore Orioles.